# Fiorino toscano
Il fiorino è stato la moneta ufficiale del Granducato di Toscana tra il 1826 e il 1859. Era suddiviso in 100 quattrini. Contemporaneamente era in circolazione il paolo del valore di 40 quattrini ed il francescone, dal valore di 10 paoli o 4 fiorini.

## Storia
Durante le guerre napoleoniche la Toscana fu annessa dalla Francia ed entrò in circolazione il franco germinale e l'equivalente lira del Regno d'Italia. Questi affiancarono la lira toscana, che non uscì mai dalla circolazione, creando grande confusione tra le due lire. Così, quando il granduca Leopoldo II salì al potere nel 1824, decise di introdurre una nuova moneta base, il fiorino, che sostituì la lira toscana al tasso di cambio di 1 ⅔ lire = 1 fiorino. Nel 1847 la Toscana assorbì il Ducato di Lucca e il fiorino sostituì anche la lira lucchese, al cambio di 1 fiorino = 2 lire lucchesi.
Il 27 aprile 1859 Leopoldo II abdicò, passando i poteri al Governo provvisorio della Toscana che emise un fiorino con la propria effigie, ma già in autunno decretò il passaggio alla lira italiana, non solo ben prima che, il 17 marzo 1861, la Toscana entrasse nel Regno d'Italia, ma ancor prima che il popolo fosse chiamato a votare il plebiscito di annessione del 1860. Il cambio fu fissato a 1 fiorino = 1,4 lire italiane, sulla base del valore in argento delle due monete.

## Monete
| Moneta        | Valore | Anni di coniazione | Parametri tecnici | Parametri tecnici | Parametri tecnici | Bordo  |
| Moneta        | Valore | Anni di coniazione | Peso              | Diametro          | Composizione      | Bordo  |
| ------------- | ------ | ------------------ | ----------------- | ----------------- | ----------------- | ------ |
| Quattrino     | 0,01 ƒ | 1827–1857          | 0,87 g            | 16 mm             | Rame              | Liscio |
| 3 quattrini   | 0,03 ƒ | 1826–1854          | 1,89 g            | 21 mm             | Rame              | Liscio |
| 5 quattrini   | 0,05 ƒ | 1826–1830          | 3,28 g            | 23 mm             | Rame              | Liscio |
| 10 quattrini  | 0,10 ƒ | 1826–1858          | 1,94 g            | 20 mm             | Biglione          | Rigato |
| ½ paolo       | 0,20 ƒ |                    |                   |                   | Argento           |        |
| ¼ di fiorino  | 0,25 ƒ |                    |                   |                   | Argento           |        |
| Paolo         | 0,40 ƒ |                    |                   |                   | Argento           |        |
| ½ fiorino     | 0,50 ƒ |                    |                   |                   | Argento           |        |
| Fiorino       | 1,00 ƒ |                    |                   |                   | Argento           |        |
| ½ francescone | 2,00 ƒ |                    |                   |                   | Argento           |        |
| Francescone   | 4,00 ƒ |                    |                   |                   | Argento           |        |
| Zecchino      | 8,50 ƒ |                    |                   |                   | Oro               |        |
| Ruspone       | 25,5 ƒ |                    |                   |                   | Oro               |        |
| 80 fiorini    | 80,0 ƒ |                    |                   |                   | Oro               |        |